# Instituto Nacional de Meteorologia e Geofísica (Angola)
O Instituto Nacional de Meteorologia e Geofísica (INAMET) é um órgão público de Angola responsável por prover informações meteorológicas através de monitoramento, análise e previsão do tempo e clima, concorrendo com processos de pesquisa aplicada para prover informações adequadas em situações diversas, como no caso de desastres naturais como inundações e secas extremas que afetam, limitam ou interferem nas atividades cotidianas da sociedade, como também informações e pesquisas sísmicas e oceanográficas relativas a Angola. O INAMET trabalha sob a jurisdição do Ministério das Telecomunicações, Tecnologias de Informação e Comunicação Social (MINTTICS).
O órgão foi criado em 17 de junho de 1950 com o nome de Serviço Meteorológico de Angola (SMA), vinculado, até 1975, ao organismo português Serviço Meteorológico Nacional (SMN). Teve como principal nome inicial o geofísico cabo-verdiano Humberto Duarte Fonseca.
Em 1976 o órgão tornou-se o representante oficial de Angola na Organização Meteorológica Mundial (OMM).
A partir de 1981 passou a se denominar Instituto Nacional de Hidrometeorologia e Geofísica de Angola, e desde 2004 como Instituto Nacional de Meteorologia e Geofísica de Angola (INAMET).
Em 2023 foi inaugurado pelo MINTTICS um centro de partilha de dados no INAMET para o controlo e previsão dos serviços climáticos.